# Johann Henrich Wolff
Johann Henrich Wolff (* 1753; † 1801 in Kassel) war ein deutscher Baumeister und Offizier in der Hessen-kasselschen Armee.

## Leben

### Familie
Johann Henrich Wolff entstammte der Kasseler Architektenfamilie Wolff, die auf seinen 1730 in Kassel verstorbenen und möglicherweise aus der Schweiz eingewanderten Urgroßvater Johann Wolf zurückging. Er war der Sohn des Kasseler Stadtbaumeisters Johannes Wolff (1731–1791) und wuchs zusammen mit seinen Geschwistern Johann Conrad (1766–1815, Hofstuckateur), Heinrich Abraham (1761–1812, Baumeister) und Georg Theodor (1768–1812, Militäringenieur) auf.

### Wirken
Er erhielt – wie seine Geschwister – von seinem Vater eine gründliche Ausbildung und vervollständigte diese am Kasseler Collegium Carolinum. Er fertigte Skizzen und Zeichnungen, fand aber keine seinen Befähigungen entsprechende Beschäftigung. Als seine Bewerbung als Kopist beim Kasseler Bauamt erfolglos blieb, entschloss er sich zum Eintritt in die Armee Hessen-Kassel. 1776 war er Sekondleutnant in einem Jägerkorps. Landgraf Friedrich II. von Hessen-Kassel betrieb mit Großbritannien einen regen Soldatenhandel und schloss einen Subsidienvertrag, infolgedessen tausende hessischer Soldaten auf britischer Seite im Amerikanischen Unabhängigkeitskrieg eingesetzt wurden. Johann Henrich Wolff war von 1777 bis 1783 in diesem Krieg eingesetzt. 1785 kam er nach Deutschland zurück und wurde Premierleutnant im Ingenieurskorps in Kassel. Zwei Jahre später wurde er zum Artillerieregiment nach Ziegenhain versetzt. Er wurde 1788 vom Militärdienst suspendiert und fand von 1791 bis 1793 eine aushilfsweise Tätigkeit als Stadtbaumeister in Kassel.

### Werke (Auswahl)
- 1770 Opernhaus  Kassel (Altes Hoftheater), Bauaufnahme, Aufriss der Seitenfassade
- 1772 Entwurf zu einem Gartentempel, Studienblatt, Aufriss
- 1773 Wilhelmsthal, Schloss, Bauaufnahme der Hoffront des Corps de Logis mit Verbinderflügeln, Aufriss
- 1773 Potsdam, Neues Palais, Gartenfront, Grund- und Aufriss (Nachzeichnung) (Digitalisat)
- 1774 Kassel, Landgrafenschloss, Bauaufnahmen, Grundrisse
- 1790 Kassel, Königsplatz, Posthaus nach S. L. Du Ry, Aufriss